# Urneška drvena crkva
Urneška drvena crkva (norveški: Urnes stavkirke) je drvena crkva na farmi Ornes koja se nalazi uz fjord Lustrafjord (najdublji rukavac fjorda Sognefjord), u općini Luster (župa Sogn og Fjordane, Norveška), oko 5 km istočno od sela Hafslo. Izgrađena oko 1130. godine i vjeruje se kako je najstarija sačuvana stave crkva koja se nalazi na izvornoj lokaciji. Izgrađena je u Urnes stilu koji povezuje tradicionalno vikinško ukrašavanje životinjskim pleterskim motivima s kršćanskom arhitekturom.
Ispod nje otkriveni su temelji još dvije starije građevine, a u 17. stoljeću je njen glavni brod (arhitektura) produžen prema jugu, a dodani su krstionica (1640.), drveni kanopus iznad oltara (1665.) i propovjedaonica (1640.). Oltar s prikazom Gospe i Ivana Krstitelja je iz 1699. godine.
Ipak najzanimljiviji je njen sjeverni portal na kojemu su vikinški reljefi koji prikazuju raskošan pleter u kojemu se lav bori protiv zmije. Siboličan prizor borbe Krista protiv Sotone ili Nidhogg koji grize korijenje Igdrasila iz legende o Ragnaroku iz nordijske mitologije.
Urneška župa je ukinuta 1881. godine i od tada nije korištena za vjerske potrebe, a građevinom od tada upravlja Društvo za očuvanje norveških spomenika (Fortidsminneforeningen) kao muzejom.
- Urneška drvena crkva 2010.
- Pročelje 1990ih
- Unutrašnjost 1890ih
- Ukrasi sjevernog portala
- Bareljef hodočasnika na jednom kapitelu

## Vanjske poveznice
- Urnes stave church in Službena stranica  Arhivirana inačica izvorne stranice od 28. lipnja 2005. (Wayback Machine) (norv.)
- Opis i fotografije  Arhivirana inačica izvorne stranice od 30. rujna 2007. (Wayback Machine)

### Ostali projekti
|  | Zajednički poslužitelj ima još gradiva o temi Urneška drvena crkva |